# Radics Gigi
Radics Georgina, művésznevén Radics Gigi (Endrefalva, 1996. augusztus 17. –) magyar énekesnő, aki először 2008-ban a Megasztár 4-ben tűnt fel, ahol a legjobb 200-ig jutott, majd 2011-ben a Megasztár 5-ben a legjobb 24-ből esett ki, végül 2012-ben Megasztár 6 győztese lett. 2017-ben a magyar X-Faktor legfiatalabb mentora lett 21 évesen. Részt vett az Eurovíziós Dalfesztiválok magyarországi előválogatóiban 2013-ban, 2014-ben és 2017-ben, valamint A Dal 2021 tehetségkutató műsor döntőse volt.

## Életpályája
Radics Gigi tehetségét apukája ismerte fel, amikor Gigi hatéves volt. Nyolcévesen zenekart szervezett neki, amellyel ingyen járták az országot, és különböző fellépésekkel próbáltak Giginek hírnevet szerezni. Tízéves korában az akkori menedzsere klipet készített Gigiről, Suli után címmel, ez lett első saját dala, amely még nem szerzett neki országos hírnevet, ahogy tervezték. Gigi kiskora óta elismert énekesnő szeretett volna lenni.
Az énekesnő 2011 februárjában Most miért félsz címmel kislemezt és videóklipet jelentetett meg, majd 2011 őszén jelentkezett a tehetségkutató következő szériájába. (Bár előtte már a Megasztár 4-ben is feltűnt, ott a legjobb 200-ig jutott 2008-ban.) A Megasztár 6 döntői során végig őt tartották a legesélyesebbnek a győzelemre, majd a május 25-i fináléban hatalmas szavazati fölénnyel győzedelmeskedett Szakos Andrea felett. A döntőben az eddigi győztesek és az amerikai sztár, Flo Rida is fellépett vele. Ezzel is egy álma vált valóra.
Radics Gigire Michael Jackson producere, Quincy Jones is felfigyelt, majd a világhírű Montreux-i Jazz Festival-ra meghívta énekelni, ahol olyan neves előadók is megfordultak mint pl. Bobby McFerrin. A világhírű producer a világ 5 legjobb hangja közé sorolta Gigit. 2012 nyarán Los Angelesben vették fel első stúdióalbumának, a Vadonatúj Érzésnek több dalát, és többek között itt forgatták albumvezető dalának videóklipjét, a Daydream-et is. Mindez Kelemen Huba magyar származású, amerikai lakos zeneszerző meghívására történt, aki Pascal Guyon és Jack David Elliot oldalán írta meg Gigi néhány új dalát, de van az albumon magyar zeneszerzőtől származó dal is, mint a Jánosi, vagy Malek Miklós által írt dalok.
2013. január 10-én az MTV beválasztotta Úgy fáj című dalát a 2013-as Eurovíziós Dalfesztivál magyarországi előválogatójába, azonban végül nem ő képviselhette Magyarországot Malmőben. A Megasztár 6 óta több külföldi felkérése volt, így a 2013. augusztus 8-án megrendezett Milánói Szimfonikus Zenekar cseh karmestere is meghívta rock dalokat énekelni. Fellépett Ukrajnában, és Szlovákiában is. Ezt követően Magyarország legnagyobb fesztiváljain lépett fel, többek között az EFOTT nyitó napján is, ahol duettet énekelhetett a Kossuth-díjas Kovács Katival.
2014-ben az énekesnő ismét bekerült az M1 A Dal 2014 eurovíziós nemzeti dalválasztó show elődöntőjébe, ezúttal Catch Me című dalával.
2015-ben az István a Király legújabb verziójában ő alakíthatta Koppány lányát Feke Pál és Varga Miklós oldalán.
A 2016-os év végén megjelent a Végtelen hajó című dala, melynek angol nyelvű verziójával – See It Through – bejutott a Duna eurovíziós nemzeti dalválasztó show válogatójába.
2017. július 14-én Takács Nikolassal együtt énekelték a FINA hivatalos szurkolói dalát Benned a győztes címmel a 2017-es úszó-világbajnokság megnyitó ünnepségén.
2017-ben és 2018-ban az X-Faktor női mentora volt.
2019-ben szerepelt a megújult Life TV karácsonyi műsorában, a Varázslatos Life Karácsonyban.

## Szinkronszerepei
- Volt egyszer egy studio: Ariel - Jodi Benson

## Díjai, elismerései

### Fonogram díj
| Év   | Jelölés                        | Díj                                                             | Eredmény |
| ---- | ------------------------------ | --------------------------------------------------------------- | -------- |
| 2013 | Radics Gigi                    | Az év hazai felfedezettje                                       | Jelölve  |
| 2013 | Vadonatúj érzés                | Az év hazai modern pop-rock albuma                              | Jelölve  |
| 2013 | "Vadonatúj érzés" / "Daydream" | Az év dala                                                      | Jelölve  |
| 2014 | "Úgy fáj" / "Over You"         | Az év dala                                                      | Jelölve  |
| 2014 | "Mire vársz"                   | Az év dala                                                      | Jelölve  |
| 2015 | Christmas                      | Az év hazai kortárs szórakoztatózenei albuma vagy hangfelvétele | Jelölve  |

### BRAVO OTTO díj
| Év   | Jelölés         | Díj                       | Eredmény |
| ---- | --------------- | ------------------------- | -------- |
| 2013 | Vadonatúj érzés | Az év legjobb magyar dala | Jelölve  |
| 2013 | Vadonatúj érzés | Az év videóklipje         | Elnyerte |
| 2013 | Radics Gigi     | Az év női előadója        | Elnyerte |
| 2014 | Radics Gigi     | Az év női előadója        | Elnyerte |

### VIVA Comet
| Év   | Jelölés     | Díj                | Eredmény |
| ---- | ----------- | ------------------ | -------- |
| 2013 | Radics Gigi | Legjobb női előadó | Elnyerte |
| 2014 | Radics Gigi | Legjobb női előadó | Jelölve  |
| 2016 | Radics Gigi | Legjobb női előadó | Jelölve  |

## Diszkográfia

### Szólólemezek
| Év   | Album                                            | Legmagasabb helyezés                   | Minősítés         |
| Év   | Album                                            | MAHASZ Top 40 album- és válogatáslemez | Minősítés         |
| ---- | ------------------------------------------------ | -------------------------------------- | ----------------- |
| 2012 | Vadonatúj érzés - Megjelenés: 2012. november 12. | 3                                      | - Aranylemez      |
| 2014 | Barna lány - Megjelenés: 2014. október 30.       | 2                                      | - 2× Platinalemez |
| 2017 | Vonzás - 3. stúdióalbum                          |                                        | - Platinalemez    |

### Slágerlistás dalok / Kislemezek
| Év                  | Dal                                                                     | Legmagasabb helyezés | Legmagasabb helyezés | Legmagasabb helyezés   | Legmagasabb helyezés | Legmagasabb helyezés | Legmagasabb helyezés         | Legmagasabb helyezés | Album                |
| Év                  | Dal                                                                     | VIVA Chart           | Class 40             | MAHASZ Editors' Choice | MAHASZ Rádiós Top 40 | MAHASZ Dance Top 40  | MAHASZ Single (track) Top 10 | EURO 200             | Album                |
| ------------------- | ----------------------------------------------------------------------- | -------------------- | -------------------- | ---------------------- | -------------------- | -------------------- | ---------------------------- | -------------------- | -------------------- |
| 2012                | Vadonatúj érzés – Daydream                                              | 2                    | 1                    | 3                      | 1                    |                      | 1                            |                      | Vadonatúj érzés      |
| 2013                | Úgy fáj – Over You                                                      | 1                    | 6                    | 10                     | 6                    |                      | 2                            |                      | Vadonatúj érzés      |
| 2013                | Mire vársz                                                              |                      | 6                    | 7                      | 1                    |                      |                              |                      | Vadonatúj érzés      |
| 2013                | A szív dala (km. Wolf Kati, Oroszlán Szonja)                            |                      |                      | 17                     | 14                   |                      | 10                           |                      | nem szerepel albumon |
| 2014                | Kapj el! – Catch me                                                     |                      | 4                    | 8                      | 4                    |                      | 2                            |                      | Barna Lány           |
| 2014                | Álmodd meg a csodát! (km. Bereczki Zoltán, Király Linda, Király Viktor) |                      |                      | 15                     | 7                    |                      |                              |                      | nem szerepel albumon |
| 2015                | Itt egy boldog lány                                                     |                      |                      | 24                     | 4                    |                      | 3                            |                      | Barna lány           |
| 2016                | Egy szabad országért                                                    |                      |                      |                        | 27                   |                      |                              |                      | nem szerepel albumon |
| 2017                | Végtelen hajó – See It Through                                          |                      |                      | 3                      | 4                    |                      | 4                            | 4                    | Vonzás               |
| 2017                | Álomutazó (km Varga Viktor)                                             |                      |                      |                        |                      |                      | 25                           |                      | Vonzás               |
| 2018                | Budapest Szerelem – Budapest Love                                       |                      |                      | 3                      | 2                    |                      | 34                           |                      | nem szerepel albumon |
| 2020                | Újjászületünk                                                           |                      |                      | 4                      | 3                    |                      | 4                            |                      | nem szerepel albumon |
| 2021                | Egy vagy velem                                                          |                      |                      | 14                     |                      |                      |                              |                      | nem szerepel albumon |
| 2021                | Nem vagyok ilyen                                                        |                      |                      |                        |                      |                      |                              |                      | nem szerepel albumon |
| 2021                | A nagy semmi                                                            |                      |                      |                        |                      |                      |                              |                      | nem szerepel albumon |
| 2022                | Nem szóltál (km. Gerendás, Király Viktor)                               |                      |                      |                        |                      |                      |                              |                      | nem szerepel albumon |
| 2022                | Kávé                                                                    |                      |                      |                        |                      |                      |                              |                      | nem szerepel albumon |
| 2022                | Szív                                                                    |                      |                      |                        |                      |                      |                              |                      | nem szerepel albumon |
| 2022                | Mozdulj                                                                 |                      |                      |                        |                      |                      |                              |                      | nem szerepel albumon |
|                     |                                                                         | Összesítés           |                      |                        |                      |                      |                              |                      |                      |
| 1. helyezett számok | 1. helyezett számok                                                     | 1                    | 1                    |                        | 2                    |                      |                              |                      |                      |
| Top 10-be bekerült  | Top 10-be bekerült                                                      | 2                    | 4                    | 3                      | 5                    |                      | 2                            |                      |                      |
| Top 40-be bekerült  | Top 40-be bekerült                                                      | 2                    | 4                    | 6                      | 7                    |                      | 2                            |                      |                      |

## Képgaléria

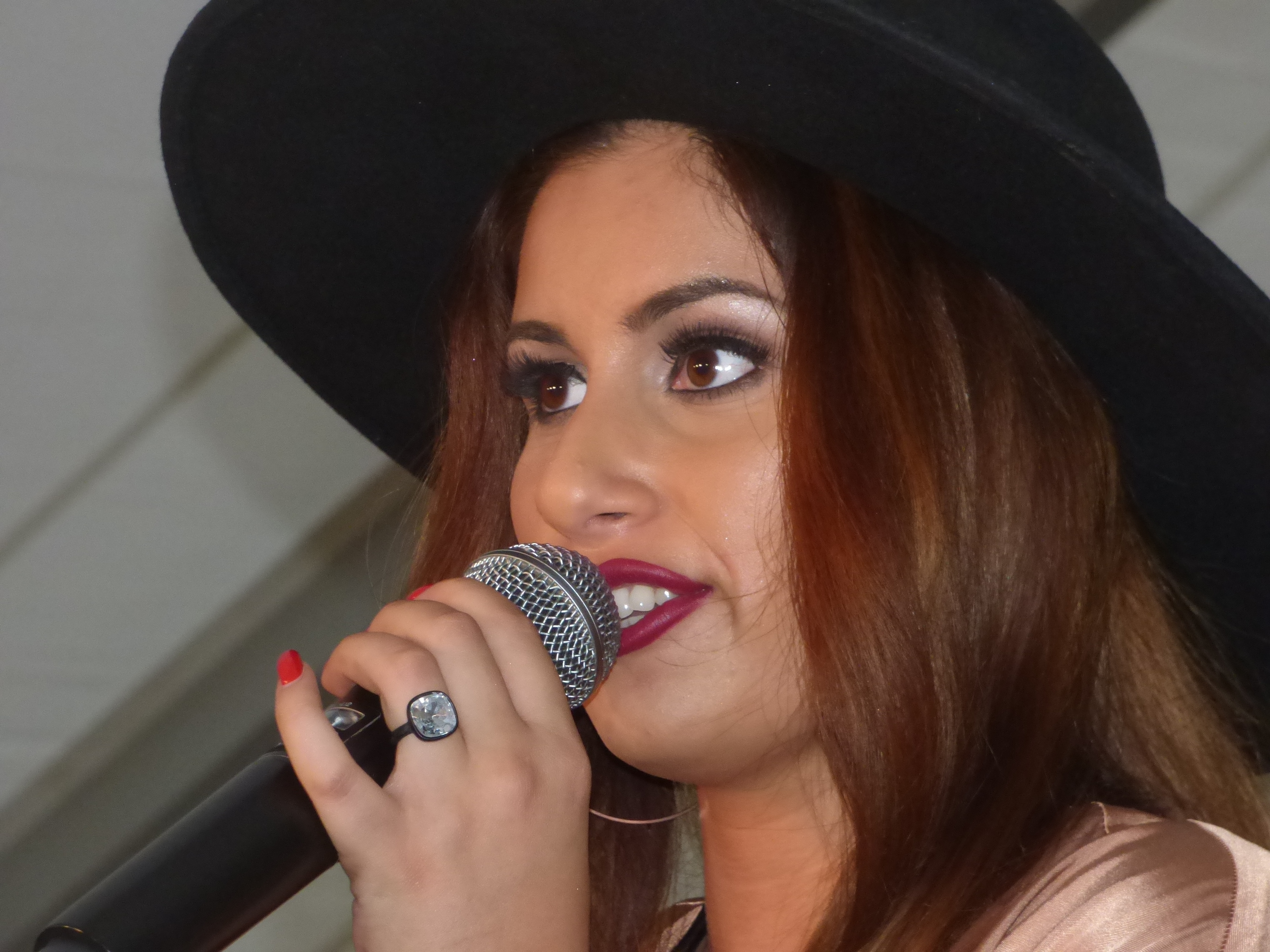
Radics Gigi
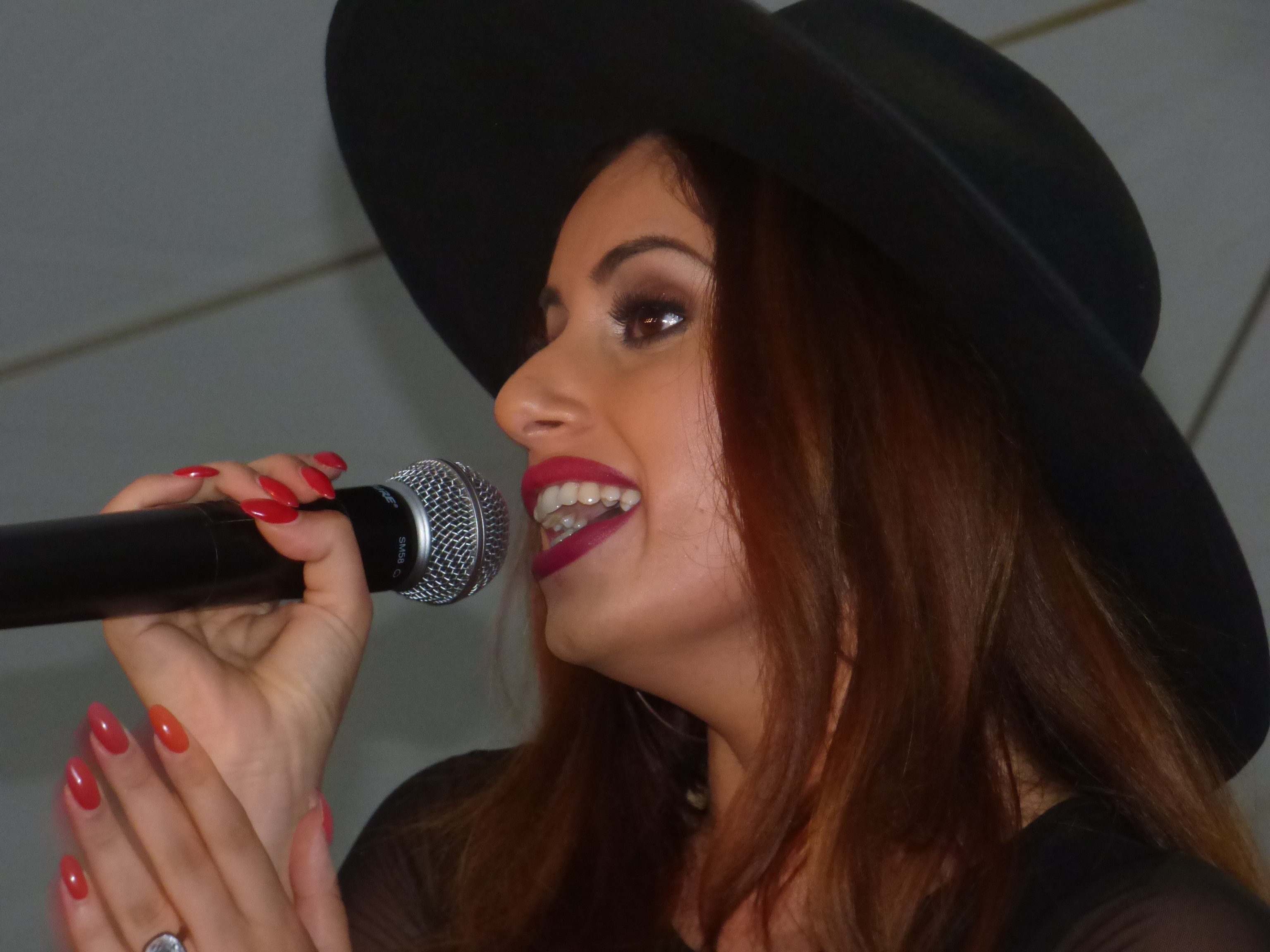
Egy 2017 őszi fellépésén
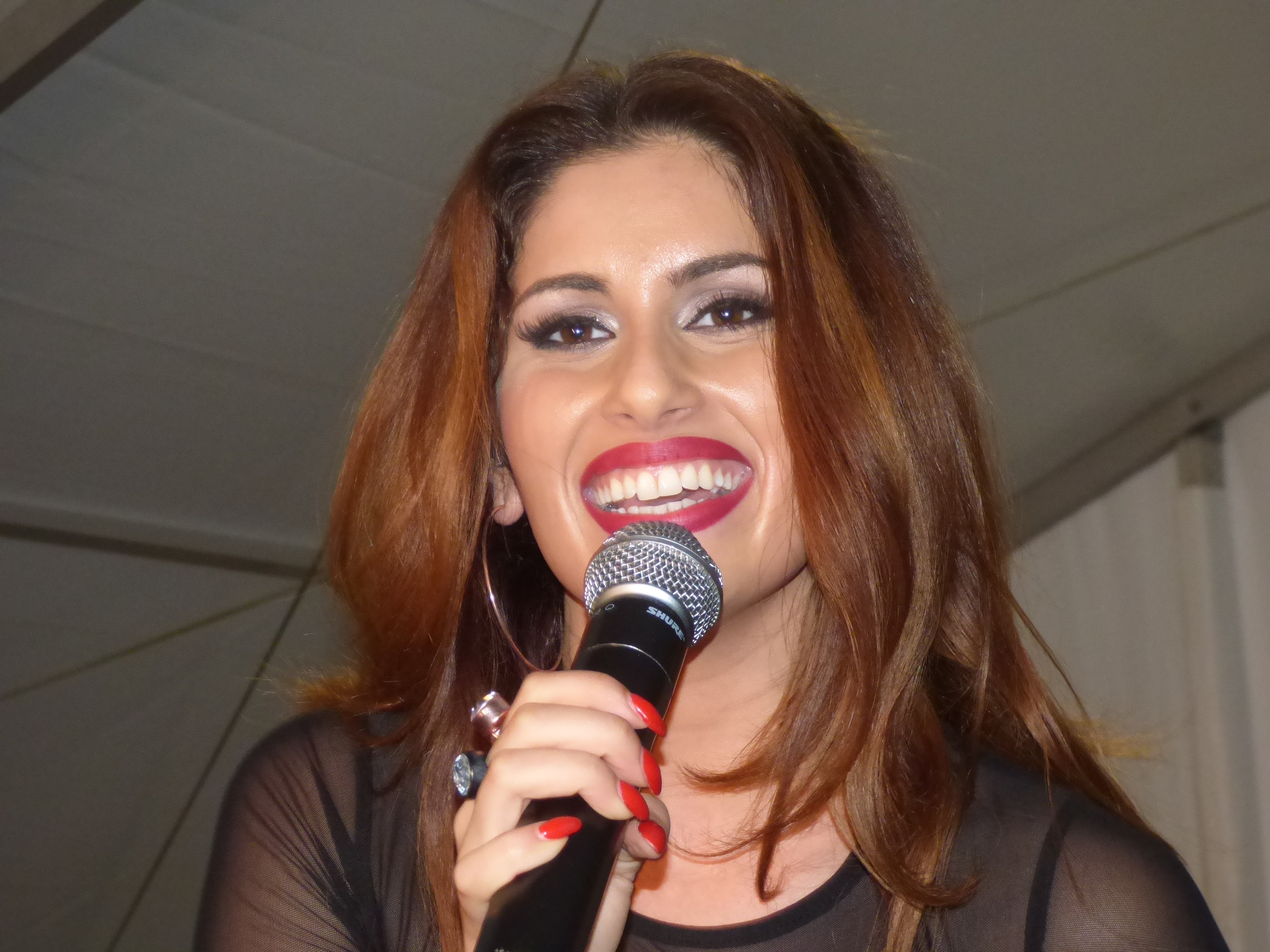
Egy solymári koncerten